# Calyptomena viridis
Il beccolargo verde (Calyptomena viridis Raffles, 1822) è un uccello passeriforme della famiglia degli Eurilaimidi.

## Tassonomia
Se ne riconoscono tre sottospecie:
- Calyptomena viridis viridis, la sottospecie nominale, diffusa a Borneo, Sumatra e su alcune isole minori prospicienti;
- Calyptomena viridis caudacuta Swainson, 1838, diffusa in Tenasserim, Thailandia meridionale e penisola malese;
- Calyptomena viridis siberu Chasen & Kloss, 1926, endemica delle isole Mentawai;

Sia il nome scientifico che quello comune di questa specie derivano dal latino viridis, "verde", in riferimento alla caratteristica colorazione di questi uccelli.

## Descrizione

### Dimensioni
Misura fino a 17-20 cm di lunghezza, compresa la coda.

### Aspetto

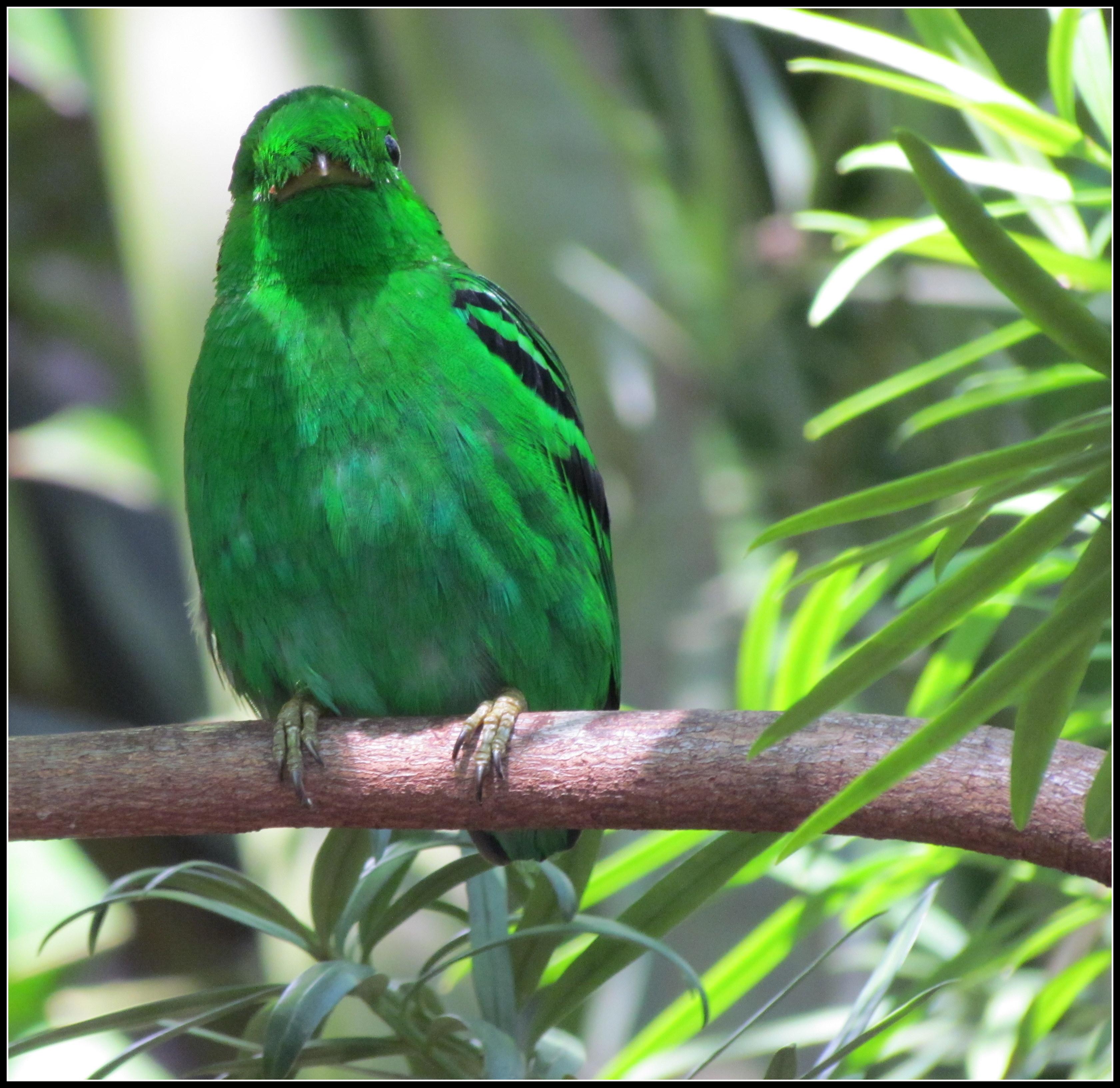
Vista frontale di beccogrosso verde, che mette in evidenza il largo becco.

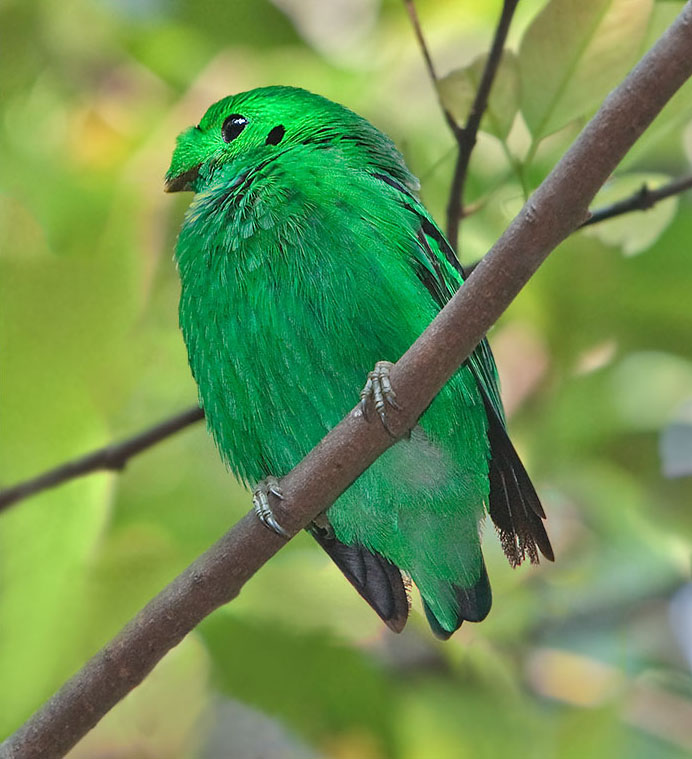
Un esemplare di profilo: notare l'aspetto paffuto.

Si tratta di uccelli tozzi e massicci, dall'aspetto paffuto, muniti di un becco corto e largo seminascosto da una corta cresta semierettile presente sulla fronte.

La livrea è verde brillante uniforme su tutto il corpo, fatta eccezione per la coda (che è nera) e per tre bande oblique nerastre sulle ali, mentre il sottocoda assume sfumature biancastre: nella zona periauricolare, e in molti esemplari anche fra l'occhio e il becco, è presente una macchia nera. Il becco è giallastro con tendenza a scurirsi con l'età, le zampe sono grigio-nerastre, gli occhi sono bruno-nerastri.

## Distribuzione e habitat
Il beccogrosso verde è diffuso nella penisola malese, oltre che a Sumatra, in Borneo ed in alcune altre isole minori dell'Indonesia occidentale; il suo habitat è rappresentato dalla foresta pluviale pedemontana e di pianura.

## Biologia

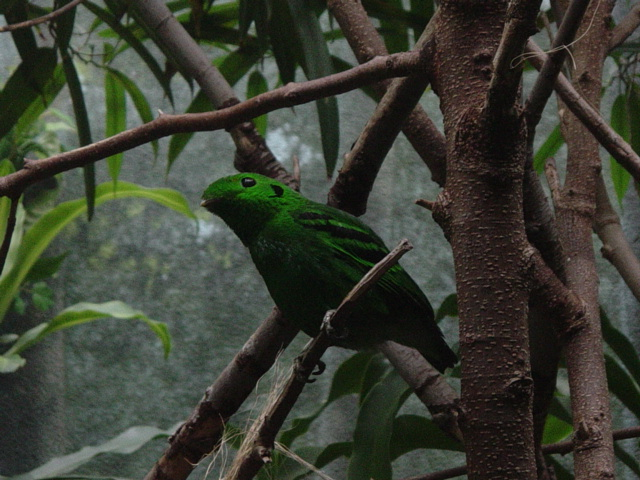
Un esemplare nel suo habitat naturale.

Si tratta di uccelli durni e solitari, che si muovono con estrema circospezione fra gli alberi più alti, alla ricerca di cibo, pronti a fuggire in caso di pericolo: nonostante la livrea sgargiante, si mimetizzano perfettamente fra il fitto fogliame arboreo.

### Alimentazione
Questi uccelli hanno dieta essenzialmente frugivora, nutrendosi di frutti ben maturi (soprattutto fichi e altri frutti soffici) e bacche: non disdegnano tuttavia d'integrare la propria dieta con insetti e altri piccoli invertebrati, mentre è più raro che si nutrano di semi o granaglie.

### Riproduzione
Non esiste una stagione riproduttiva vera e propria, ma questi uccelli sono in grado di riprodursi durante tutto l'arco dell'anno: la femmina depone 2-3 uova biancastre in un nido di forma piriforme che essa stessa costruisce appendendolo a un ramo, e le cova per circa tre settimane, al termine delle quali schiudono pulli ciechi ed implumi che essa provvede ad accudire fino all'involo, che avviene fra le tre e le quattro settimane di vita.